# Campeonato Mundial de Waterpolo Masculino de 2024
El XXI Campeonato Mundial de Waterpolo Masculino se celebró en Doha (Catar) entre el 5 y 17 de febrero de 2024 dentro del XXI Campeonato Mundial de Natación. El evento fue organizado por la Federación Internacional de Natación (FINA) y la Federación Catarí de Natación.
Un total de dieciséis selecciones nacionales afiliadas a la FINA compitieron por el título mundial, cuyo anterior portador era el equipo de Hungría, vencedor del Mundial de 2023. Los partidos se disputaron en el Aspire Dome de la capital catarí.
La selección de Croacia se adjudicó la medalla de oro al derrotar en la final al equipo de Italia con un marcador de 13-14. En el partido por el tercer puesto el conjunto de España venció al de Francia.

## Grupos
| Grupo A   | Grupo B | Grupo C        | Grupo D    |
| --------- | ------- | -------------- | ---------- |
| Australia | Grecia  | Serbia         | Kazajistán |
| Sudáfrica | Brasil  | Montenegro     | Rumanía    |
| Croacia   | China   | Japón          | Italia     |
| España    | Francia | Estados Unidos | Hungría    |

## Fase preliminar
- Todos los partidos en la hora local de Catar (UTC+3).

### Grupo A
| Equipo    | J | G | GP | PP | P | GF | GC | DG  | PTS |
| --------- | - | - | -- | -- | - | -- | -- | --- | --- |
| España    | 3 | 3 | 0  | 0  | 0 | 46 | 20 | +26 | 9   |
| Croacia   | 3 | 2 | 0  | 0  | 1 | 48 | 24 | +24 | 6   |
| Australia | 3 | 1 | 0  | 0  | 2 | 46 | 35 | +11 | 3   |
| Sudáfrica | 3 | 0 | 0  | 0  | 3 | 18 | 79 | -61 | 0   |

- Resultados

| Fecha | Hora  | Partido   | Partido | Partido   | Resultado |
| ----- | ----- | --------- | ------- | --------- | --------- |
| 05.02 | 09:00 | Sudáfrica | -       | España    | 5-21      |
| 05.02 | 13:30 | Croacia   | -       | Australia | 13-8      |
| 07.02 | 13:30 | Australia | -       | Sudáfrica | 29-7      |
| 07.02 | 19:00 | España    | -       | Croacia   | 10-6      |
| 09.02 | 13:30 | Australia | -       | España    | 9-15      |
| 09.02 | 16:00 | Sudáfrica | -       | Croacia   | 6-29      |

### Grupo B
| Equipo  | J | G | GP | PP | P | GF | GC | DG  | PTS |
| ------- | - | - | -- | -- | - | -- | -- | --- | --- |
| Grecia  | 3 | 3 | 0  | 0  | 0 | 60 | 22 | +38 | 9   |
| Francia | 3 | 2 | 0  | 0  | 1 | 44 | 33 | +11 | 6   |
| China   | 3 | 1 | 0  | 0  | 2 | 25 | 48 | -23 | 3   |
| Brasil  | 3 | 0 | 0  | 0  | 3 | 23 | 49 | -26 | 0   |

- Resultados

| Fecha | Hora  | Partido | Partido | Partido | Resultado |
| ----- | ----- | ------- | ------- | ------- | --------- |
| 05.02 | 10:30 | China   | -       | Grecia  | 6-24      |
| 05.02 | 12:00 | Brasil  | -       | Francia | 11-16     |
| 07.02 | 09:00 | Francia | -       | China   | 16-9      |
| 07.02 | 10:30 | Grecia  | -       | Brasil  | 23-4      |
| 09.02 | 19:00 | Grecia  | -       | Francia | 13-12     |
| 09.02 | 20:30 | Brasil  | -       | China   | 8-10      |

### Grupo C
| Equipo         | J | G | GP | PP | P | GF | GC | DG  | PTS |
| -------------- | - | - | -- | -- | - | -- | -- | --- | --- |
| Serbia         | 3 | 3 | 0  | 0  | 0 | 45 | 28 | +17 | 9   |
| Montenegro     | 3 | 1 | 1  | 0  | 1 | 35 | 40 | -5  | 5   |
| Estados Unidos | 3 | 1 | 0  | 1  | 1 | 45 | 35 | +10 | 4   |
| Japón          | 3 | 0 | 0  | 0  | 3 | 26 | 48 | -22 | 0   |

- Resultados

| Fecha | Hora  | Partido        | Partido | Partido        | Resultado |
| ----- | ----- | -------------- | ------- | -------------- | --------- |
| 05.02 | 16:00 | Japón          | -       | Serbia         | 10-17     |
| 05.02 | 17:30 | Montenegro     | -       | Estados Unidos | 16-15 PEN |
| 07.02 | 12:00 | Estados Unidos | -       | Japón          | 18-5      |
| 07.02 | 17:30 | Serbia         | -       | Montenegro     | 14-6      |
| 09.02 | 09:00 | Montenegro     | -       | Japón          | 13-11     |
| 09.02 | 17:30 | Serbia         | -       | Estados Unidos | 14-12     |

### Grupo D
| Equipo     | J | G | GP | PP | P | GF | GC | DG  | PTS |
| ---------- | - | - | -- | -- | - | -- | -- | --- | --- |
| Hungría    | 3 | 2 | 1  | 0  | 0 | 58 | 23 | +35 | 8   |
| Italia     | 3 | 2 | 0  | 1  | 0 | 63 | 28 | +35 | 7   |
| Rumanía    | 3 | 1 | 0  | 0  | 2 | 43 | 34 | +9  | 3   |
| Kazajistán | 3 | 0 | 0  | 0  | 3 | 7  | 86 | -79 | 0   |

- Resultados

| Fecha | Hora  | Partido    | Partido | Partido    | Resultado |
| ----- | ----- | ---------- | ------- | ---------- | --------- |
| 05.02 | 19:00 | Italia     | -       | Kazajistán | 33-3      |
| 05.02 | 20:30 | Rumanía    | -       | Hungría    | 8-15      |
| 07.02 | 16:00 | Kazajistán | -       | Rumanía    | 3-25      |
| 07.02 | 20:30 | Hungría    | -       | Italia     | 15-14 PEN |
| 09.02 | 10:30 | Kazajistán | -       | Hungría    | 1-28      |
| 09.02 | 12:00 | Rumanía    | -       | Italia     | 10-16     |

## Fase final
- Todos los partidos en la hora local de Catar (UTC+3).

|  | Clasif. a cuartos | Clasif. a cuartos |                |             | Cuartos de final | Cuartos de final |        |              | Semifinales   | Semifinales   |  |  | Final         | Final         |
|  | 11 de febrero     | 11 de febrero     |                |             | 13 de febrero    | 13 de febrero    |        |              | 15 de febrero | 15 de febrero |  |  | 17 de febrero | 17 de febrero |
|  |                   |                   |                |             |                  |                  |        |              |               |               |  |  |               |               |
|  |                   |                   |                |             |                  |                  |        |              |               |               |  |  |               |               |
|  |                   |                   |                |             |                  |                  |        |              |               |               |  |  |               |               |
|  | España            | 15                |                |             |                  |                  |        |              |               |               |  |  |               |               |
|  | España            | 15                | Montenegro     | 12          |                  |                  |        |              |               |               |  |  |               |               |
|  |                   | Montenegro        | Montenegro     | 12          | 12               |                  |        |              |               |               |  |  |               |               |
|  | Rumanía           | Montenegro        | 9              |             | 12               | España           | 6      |              |               |               |  |  |               |               |
|  | Rumanía           |                   | 9              |             |                  | España           | 6      |              |               |               |  |  |               |               |
|  |                   |                   |                | Italia      | 8                |                  |        |              |               |               |  |  |               |               |
|  | Grecia            | 10                |                | Italia      | 8                |                  |        |              |               |               |  |  |               |               |
|  | Grecia            | 10                | Estados Unidos | 12          |                  |                  |        |              |               |               |  |  |               |               |
|  |                   | Italia            | Estados Unidos | 12          | 11               |                  |        |              |               |               |  |  |               |               |
|  | Italia            | Italia            | 13             |             | 11               | Italia           | 13     |              |               |               |  |  |               |               |
|  | Italia            |                   | 13             |             |                  | Italia           | 13     |              |               |               |  |  |               |               |
|  |                   |                   |                | Croacia PEN | 14               |                  |        |              |               |               |  |  |               |               |
|  | Serbia            | 13                |                | Croacia PEN | 14               |                  |        |              |               |               |  |  |               |               |
|  | Serbia            | 13                | Croacia        | 22          |                  |                  |        |              |               |               |  |  |               |               |
|  |                   | Croacia           | Croacia        | 22          | 15               |                  |        |              |               |               |  |  |               |               |
|  | China             | Croacia           | 4              |             | 15               | Croacia PEN      | 17     | Tercer lugar | Tercer lugar  |               |  |  |               |               |
|  | China             |                   | 4              |             |                  | Croacia PEN      | 17     | Tercer lugar | Tercer lugar  |               |  |  |               |               |
|  |                   |                   |                | Francia     | 16               |                  |        |              |               |               |  |  |               |               |
|  | Hungría           | 10                |                | Francia     | 16               |                  |        |              |               |               |  |  |               |               |
|  | Hungría           | 10                | Australia      | 8           |                  |                  | España | 14           |               |               |  |  |               |               |
|  |                   | Francia           | Australia      | 8           | 11               |                  | España | 14           |               |               |  |  |               |               |
|  | Francia           | Francia           | 11             |             | 11               | Francia          | 10     |              |               |               |  |  |               |               |
|  | Francia           |                   | 11             |             |                  | Francia          | 10     |              |               |               |  |  |               |               |

### Clasificación a cuartos
| Fecha | Hora  | Partido        | Partido | Partido | Resultado |
| ----- | ----- | -------------- | ------- | ------- | --------- |
| 11.02 | 12:00 | Croacia        | -       | China   | 22-4      |
| 11.02 | 16:00 | Australia      | -       | Francia | 8-11      |
| 11.02 | 17:30 | Montenegro     | -       | Rumanía | 12-9      |
| 11.02 | 19:00 | Estados Unidos | -       | Italia  | 12-13     |

### Cuartos de final
| Fecha | Hora  | Partido | Partido | Partido    | Resultado |
| ----- | ----- | ------- | ------- | ---------- | --------- |
| 13.02 | 16:00 | España  | -       | Montenegro | 15-12     |
| 13.02 | 17:30 | Grecia  | -       | Italia     | 10-11     |
| 13.02 | 19:00 | Serbia  | -       | Croacia    | 13-15     |
| 13.02 | 20:30 | Hungría | -       | Francia    | 10-11     |

### Semifinales
| Fecha | Hora  | Partido | Partido | Partido | Resultado |
| ----- | ----- | ------- | ------- | ------- | --------- |
| 15.02 | 16:00 | España  | -       | Italia  | 6-8       |
| 15.02 | 17:30 | Croacia | -       | Francia | 17-16 PEN |

### Tercer lugar
| Fecha | Hora  | Partido | Partido | Partido | Resultado |
| ----- | ----- | ------- | ------- | ------- | --------- |
| 17.02 | 16:00 | España  | -       | Francia | 14-10     |

### Final
| Fecha | Hora  | Partido | Partido | Partido | Resultado |
| ----- | ----- | ------- | ------- | ------- | --------- |
| 17.02 | 17:30 | Italia  | -       | Croacia | 13-14 PEN |

### Partidos de clasificación
5.º a 8.º lugar
| Fecha | Hora  | Partido    | Partido | Partido | Resultado |
| ----- | ----- | ---------- | ------- | ------- | --------- |
| 15.02 | 12:00 | Montenegro | -       | Grecia  | 13-14 PEN |
| 15.02 | 14:30 | Serbia     | -       | Hungría | 11-10     |

Séptimo lugar
| Fecha | Hora  | Partido    | Partido | Partido | Resultado |
| ----- | ----- | ---------- | ------- | ------- | --------- |
| 17.02 | 10:00 | Montenegro | -       | Hungría | 16-18     |

Quinto lugar
| Fecha | Hora  | Partido | Partido | Partido | Resultado |
| ----- | ----- | ------- | ------- | ------- | --------- |
| 17.02 | 16:00 | Grecia  | -       | Serbia  | 15-11     |

## Medallero
| Croacia | Italia | España |
| Mate Anić Marko Bijač Matias Biljaka Rino Burić Zvonimir Butić Loren Fatović Konstantin Harkov Ivan Krapić Filip Kržič Franko Lazić Luka Lončar Jerko Marinić Kragić Josip Vrlić Ante Vukičević Marko Žuvela | Lorenzo Bruni Giacomo Cannella Francesco Condemi Luca Damonte Marco Del Lungo Francesco Di Fulvio Edoardo Di Somma Gonzalo Echenique Andrea Fondelli Matteo Iocchi Gratta Luca Marziali Gianmarco Nicosia Nicholas Presciutti Vincenzo Renzuto Alessandro Velotto | Unai Aguirre Unai Biel Alejandro Bustos Sánchez Sergi Cabañas Pegado Martin Faměra Álvaro Granados Ortega Marc Larumbe Gonfaus Eduardo Lorrio Blai Mallarach Alberto Munárriz Felipe Perrone Bernat Sanahuja Roger Tahull Miguel de Toro Fran Valera |
| Ivica Tucak (seleccionador) | Alessandro Campagna (seleccionador) | David Martín Lozano (seleccionador) |

## Estadísticas

### Clasificación general
| 1. Croacia JO     |
| 2. Italia JO      |
| 3. España         |
| 4. Francia        |
| 5. Grecia         |
| 6. Serbia JO      |
| 7. Hungría        |
| 8. Montenegro JO  |
| 9. Estados Unidos |
| 10. Rumanía       |
| 11. Australia JO  |
| 12. China         |
| 13. Japón         |
| 14. Brasil        |
| 15. Sudáfrica JO  |
| 16. Kazajistán    |

### Máximos goleadores
| Núm. | Nombre               | Selección | Goles | Tiros | %    | Partidos jugados |
| ---- | -------------------- | --------- | ----- | ----- | ---- | ---------------- |
| 1    | Thomas Vernoux       | Francia   | 26    | 40    | 65 % | 7                |
| 2    | Andrea Fondelli      | Italia    | 20    | 32    | 63 % | 6                |
| 3    | Francesco Di Fulvio  | Italia    | 18    | 44    | 41 % | 7                |
| 3    | Loren Fatović        | Croacia   | 18    | 36    | 50 % | 7                |
| 3    | Gergő Zalánki        | Hungría   | 18    | 35    | 51 % | 6                |
| 6    | Vlad-Luca Georgescu  | Rumanía   | 17    | 40    | 43 % | 6                |
| 7    | Álvaro Granados      | España    | 16    | 34    | 47 % | 6                |
| 8    | Alexandre Bouet      | Francia   | 15    | 31    | 48 % | 7                |
| 8    | Yusuke Inaba         | Japón     | 15    | 31    | 48 % | 5                |
| 8    | Jerko Marinić Kragić | Croacia   | 15    | 33    | 45 % | 7                |

Fuente: 